# Борщагівський провулок
Борщагі́вський прову́лок — зниклий провулок, що існував у Радянському районі (нині територія Шевченківського району) міста Києва, місцевість Шулявка. Пролягав від Політехнічного провулку (тоді — частина Польового провулку) до Борщагівської вулиці.
Прилучалися провулок Пестеля та ще 4 бічних провулки, назви яких поки що встановити не вдалося.

## Історія
Провулок виник у другій половині XIX століття під назвою Березовий. Відходив від Політехнічного провулку (на його початку), прямував у бік Берестейського шосе, далі різко повертав на південний схід у бік Борщагівської вулиці (мав форму літери Г). З 1930-х років згадується як Борщагівський провулок. Ліквідований разом із навколишньою малоповерховою забудовою та всією вуличною мережею Лівої Шулявки в 2-й половині 1960-х років (офіційно — 1971 року).